# Njurunda distrikt
Njurunda distrikt är ett distrikt i Sundsvalls kommun och Västernorrlands län. Distriktet ligger omkring Njurundabommen i östra Medelpad. 

## Tidigare administrativ tillhörighet
Distriktet inrättades 2016 och utgörs av Njurunda socken i Sundsvalls kommun.
Området motsvarar den omfattning Njurunda församling hade 1999/2000.

## Tätorter och småorter
I Njurunda distrikt finns tre tätorter och tio småorter.

### Tätorter
- Kvissleby
- Skatan
- Stockvik

### Småorter
- Bergafjärden
- Björkön
- Bunsta
- Hamn
- Ljusviken
- Ovansjö
- Pråmviken
- Vapelnäs
- Långsjön (del av)
- Ängom och Sundsudden